# Krasoňov
Krasoňov (německy Krasionow) je vesnice v okrese Pelhřimov, spadající pod město Humpolec. Je to velmi stará vesnice s bohatou historií. Vytvářela se již před rokem 1203 a vlastní založení se datuje rokem 1226, kdy papež Honorius III. papežskou bulou předal světské statky v počtu 64 vesnic želivskému klášteru, jež na věčné časy stvrzuje jako majetek řádu premonstrátského v Želivě. Po zpustošení želivského kláštera 1420 se Krasoňov dostal do rukou světské vrchnosti. Želivské panství přiděleno Marii Magdaleně Trčkové z Lípy  a panství darováno opět premonstrátům. Dnes je Krasoňov městskou částí Humpolce. Je situována pod kopcem Stráž (651 m), kde byla pravděpodobně strážní stanice u Humpolecké cesty.

## Historie
Název Krasoňov se dle záznamů vyvíjel z osobního jména Krasoň, zakladatele a velitele strážní stanice. Později je uváděn název Krásoňov okr. Humpolec (1850), obec okr. Německý Brod (1869–1900) obec okr. Humpolec (1910), obec Krasoňov okr. Humpolec (1921–1950), obec okr. Pelhřimov (1961–1970) až po městskou část Humpolce okr. Pelhřimov (1992).

## Obecní správa
V roce 1869 a v letech 1890–1900 k obci patřila Bystrá.

## Osobnosti
- Inocenc Arnošt Bláha (1879–1960) – český sociolog, filosof, pedagog, psycholog, politolog a kulturolog
- Miloš Zet (1920–1995) – český sochař